# Zbigniew Ziomecki

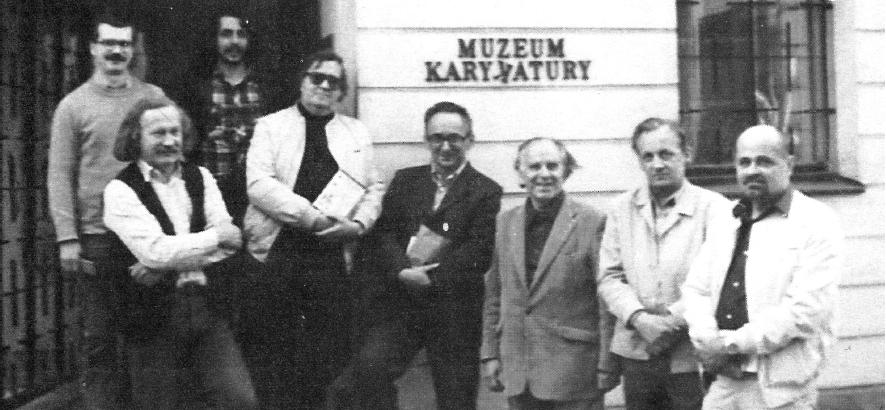
Polscy karykaturzyści: Zygmunt Januszewski, Robert Szecówka, Andrzej Podulka, Juliusz Puchalski, Zbigniew Jujka, Eryk Lipiński, Zbigniew Ziomecki, Julian Bohdanowicz.

Zbigniew Ziomecki (ur. 19 lutego 1930, zm. 3 czerwca 2015) – polski rysownik-satyryk. 

## Życiorys
Podczas II wojny światowej uczestniczył w konspiracji używając pseudonimu Hermes, w randze podporucznika Armii Krajowej był łącznikiem placówki „Konie” VIII Obwodu Grójec „Głuszec”. Ukończył Państwowe Liceum Sztuk Plastycznych w Warszawie. Jego rysunek po raz pierwszy ukazał się na łamach tygodnika Mucha w 1951 roku. Od 1952 do początku lat 90. publikował rysunki w Szpilkach. Publikował także w innych czasopismach oraz pokazywał rysunki na wystawach. 
Odznaczony Srebrnym Medalem „Zasłużony Kulturze Gloria Artis” (2012), pięciokrotnie nagrodzony Złotą Szpilką i trzykrotnie Brązową. Jego prace znajdują się w Muzeum Karykatury w Warszawie.